# 로버트 로리첼리
로버트 가이 토리첼리(Robert Guy Torricelli, 1951년 8월 27일 ~ )은 미국의 정치인으로 미국 뉴저지주 연방상원의원이다.

## 학사
- 럿거스 대학교 뉴브런즈윅 인문사회 학사
- 럿거스 대학교 뉴어크 캠퍼스 법무박사
- 하버드 대학교 행정학 석사

## 경력
- 1983.01 ~ 1997.01 제98·99·100·101·102·103·104대 미국 뉴저지 제9선거구 연방하원의원
- 1999.01 ~ 2001.01 민주당 상원선거운동위원회 위원장
- 1997.01 ~ 2003.01 제105·106·107대 미국 뉴저지주 연방상원의원

## 역대 선거 결과
| 선거명      | 직책명                      | 대수  | 정당   | 득표율 | 득표수      | 결과 | 당락                   |
| ----------- | --------------------------- | ----- | ------ | ------ | ----------- | ---- | ---------------------- |
| 1982년 선거 | 하원의원 (뉴저지 제9선거구) | 98대  | 민주당 | 53.02% | 99,090표    | 1위  | 오리건주 하원의원 당선 |
| 1984년 선거 | 하원의원 (뉴저지 제9선거구) | 99대  | 민주당 | 62.64% | 149,493표   | 1위  | 오리건주 하원의원 당선 |
| 1986년 선거 | 하원의원 (뉴저지 제9선거구) | 100대 | 민주당 | 69.02% | 89,634표    | 1위  | 오리건주 하원의원 당선 |
| 1988년 선거 | 하원의원 (뉴저지 제9선거구) | 101대 | 민주당 | 67.15% | 142,012표   | 1위  | 오리건주 하원의원 당선 |
| 1990년 선거 | 하원의원 (뉴저지 제9선거구) | 102대 | 민주당 | 53.33% | 82,535표    | 1위  | 오리건주 하원의원 당선 |
| 1992년 선거 | 하원의원 (뉴저지 제9선거구) | 103대 | 민주당 | 58.31% | 139,188표   | 1위  | 오리건주 하원의원 당선 |
| 1994년 선거 | 하원의원 (뉴저지 제9선거구) | 104대 | 민주당 | 62.53% | 99,984표    | 1위  | 오리건주 하원의원 당선 |
| 1996년 선거 | 상원의원 (뉴저지 제2부)     | 105대 | 민주당 | 52.68% | 1,519,328표 | 1위  | 뉴저지주 상원의원 당선 |